# Paul von Jankó
Paul von Jankó (2 de junio de 1865, 17 de marzo de 1919) fue un pianista e ingeniero húngaro.  
Estudió matemáticas y música en Viena, donde fue alumno de H. Schmitt, J.Krenn y Anton Bruckner. Luego se mudó a Berlín donde estudió matemáticas en la Universidad entre los años 1881 y 1882. En ese tiempo también se dedicó al piano, tomando clases con H. Erlich.  En 1882 inventó el Teclado Jankó. 
Desde el año 1886 usó este instrumento en sus propios conciertos y giras. El pianista noruego Tekla Nathan Bjerke, uno de sus más destacados alumnos, ofreció múltiples conciertos en su país natal utilizando el instrumento de teclado inventado por Jankó.